# عطابخش غنی
عطابخش غنی، روستایی از توابع بخش مرکزی شهرستان داراب در استان فارس ایران است.

## جمعیت
این روستا در دهستان بختاجرد قرار دارد و براساس سرشماری مرکز آمار ایران در سال ۱۳۸۵، جمعیت آن ۸۹۲ نفر (۱۸۴خانوار) بوده‌است.